# Мисковски, Лиса
Лиса Мисковски (швед. Lisa Miskovsky; род. 9 марта 1975) — шведская певица и автор песен.
Её мать — финка, а отец — родом из Чехии.

## Биография
Певица дебютировала в Швеции с альбомом Lisa Miskovsky и синглом «Driving One Of Your Cars» в 2001 году. Изданный альбом позволил ей получить две награды Swedish Rock Bear — за лучший дебют и за лучшую певицу года Швеции. В 2003 году вышел альбом Fallingwater, занявший первую строчку в поп-чартах Швеции и получивший статус платинового.
Мисковски написала и спела песню «Still Alive» специально для компьютерной игры Mirror's Edge. Песня стала основной музыкальной темой игры. Альбом Still Alive: The Remixes, содержащий саму песню и ремиксы Бенни Бенасси, Пола ван Дайка, Junkie XL, Армана Ван Хелдена и Teddybears, был выпущен 11 ноября 2008 года в качестве приложения к игре. Так же была бэк-вокалом в песне «Dead End» группы In Flames.. В этом же году выходит сборник лучших песен Last Year’s Songs: Greatest Hits.
В 2010 году выходит её новая песня «Lover». В 2011 году выходит несколько синглов, такие как «Got A Friend», «We Want To Be Loved», «Silver Shoes». Альбом Violent Sky, и клип на песню «Got A Friend». В 2012 году выходит новый сингл «Why Start A Fire». В 2013 году выходят два новых сингла «Wild Winds», «Coming On Strong». Пятый студийный альбом Umeå и клип на песню «Coming On Strong».
В 2014 году Мисковски совместно со шведским исполнителем Kalle Moraeus записывает мини-альбом God Jul önskar — EP. В 2015 году выходи сингл «Klockor ring för mig» совместно с Kalle Moraeus.
В 2024 году сотрудничала с Пером Гессле. Музыканты записали дуэтом песню «Jag är regnet», которая вошла в сольный альбом Гессле Sällskapssjuk (2024).

## Дискография
| Год  | Альбом                           | Позиции в чартах |
| Год  | Альбом                           | Swedish Top 60   |
| ---- | -------------------------------- | ---------------- |
| 2001 | Lisa Miskovsky                   | 23               |
| 2003 | Fallingwater                     | 1                |
| 2006 | Changes                          | 2                |
| 2008 | Still Alive: The Remixes         | 29               |
| 2008 | Last Year's Songs: Greatest Hits | 14               |
| 2011 | Violent Sky                      | 4                |
| 2013 | Umeå                             | 7                |
| 2014 | God Jul önskar - EP              | 50               |
| 2019 | Home                             |                  |

## Синглы
- 1. Driving One Of Your Cars (2001)
- 2. What If (2001)
- 3. Quietly (2002)
- 4. Alright (Feat. The Lost Patrol) (2003)
- 5. Lady Stardust (2003)
- 6. Sing To Me (2004)
- 7. A Brand New Day (2004)
- 8. Mary (2006)
- 9. Sweet Misery (2006)
- 10. Acceptable Losses (2006)
- 11. Still Alive (The Theme From Mirror’s Edge™) (2008)
- 12. Lover (2010)
- 13. Got A Friend (2011)
- 14. We Want To Be Loved (2011)
- 15. Silver Shoes (2011)
- 16. Why Start A Fire (2012)
- 17. Wild Winds (2013)
- 18. Coming On Strong (2013)
- 19. Klockor ring för mig (Feat. Kalle Moraeus) (2015)
- 20. Love Somebody (2019)

## Видеография
- 1. Driving One Of Your Cars (2001)
- 2. What If (2001)
- 3. What If (Plane Crash Version) (2001)
- 4. Alright (Feat. The Lost Patrol) (2003)
- 5. Lady Stardust (2003)
- 6. Sing To Me (2004)
- 7. Mary (2006)
- 8. Sweet Misery (2006)
- 9. Acceptable Losses (2006)
- 10. Still Alive (The Theme From Mirror’s Edge™) (2008)
- 11. Got A Friend (2011)
- 12. Got A Friend (Acoustic Version) (2011)
- 13. Coming On Strong (2013)